# Gmina Mullsjö
Gmina Mullsjö (szw. Mullsjö kommun) – gmina w Szwecji, w regionie Jönköping, siedzibą jej władz jest Mullsjö.
Pod względem zaludnienia Mullsjö jest 254. gminą w Szwecji. Zamieszkuje ją 7101 osób, z czego 49,98% to kobiety (3549) i 50,02% to mężczyźni (3552). W gminie zameldowanych jest 198 cudzoziemców. Na każdy kilometr kwadratowy przypada 35,33 mieszkańca. Pod względem wielkości gmina zajmuje 249. miejsce.